# 堯亞區

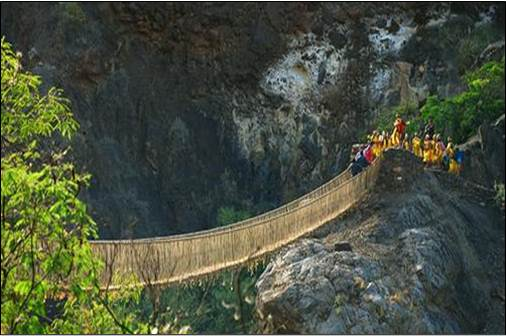

堯亞區（西班牙語：Distrito de Yauya），是秘魯的一個區，位於該國北部安卡什大區的卡洛斯費爾明菲茨卡拉爾省，始建於1905年11月18日，面積170.41平方公里，海拔高度3,250米，2005年人口5,460，人口密度為每平方公里32人。